# Kodaline
Kodaline é uma banda indie irlandesa, originalmente conhecida como 21 Demands, mudando seu nome para Kodaline em 2011. Sendo composto por Steve Garrigan, Mark Prendergast, Vincent May e Jason Boland, o grupo tem como maiores sucessos as canções "High Hopes", "All I Want", "One Day", "Brother", entre outras músicas. Steve e Mark cresceram em Swords, Dublin, e se conhecem desde a infância. Vincent e Steve frequentaram a Portmarnock Community School, onde participaram do battles of the bands. Jason se juntou ao grupo em 2012.

## Carreira

### 2005 – 2011: 21 Demands
Como 21 Demands, a banda chamou atenção pela primeira vez em Novembro de 2006, quando participou  de um reality show irlandês chamado “You’re a Star” – reality musical, similar ao “The X Factor” e ao “American Idol” – no ano de 2007, sendo derrotados por David O’Connor na final do programa. Em 3 de março de 2007, 21 Demands lançou seu primeiro single "Give Me a Minute", alcançando a posição número um das paradas irlandesas, se tornando o primeiro single lançado de forma independente a conseguir tal feito no país.

### 2012 – 2014: In a Perfect World
O quarteto lançou seu primeiro extented play - The Kodaline EP -, em 07 de Setembro de 2012. "All I Want" foi selecionado como single do EP, tendo destaque na 9ª temporada da série Grey's Anatomy, no episódio "Remember the Time", e no episódio 10 da 5ª temporada de The Vampire Diaries. "All I Want" também foi escolhida como música de fundo para a Google's 2012: Year in Review e fez parte da trilha sonora do filme "The Fault In Ours Stars", lançado em 2 de Junho de 2014. Em 9 de Dezembro de 2012, a BBC anunciou que Kodaline tinha sido nomeado para a enquete Sound of 2013. Em 17 de junho de 2013, Kodaline lançou seu primeiro álbum de estúdio, In a Perfect World. Com singles de sucesso foi bem recebido pela critica especializada, ganhando espaço no cenário do folk rock no Reino Unido.

### 2014 – 2017: Coming up in Air

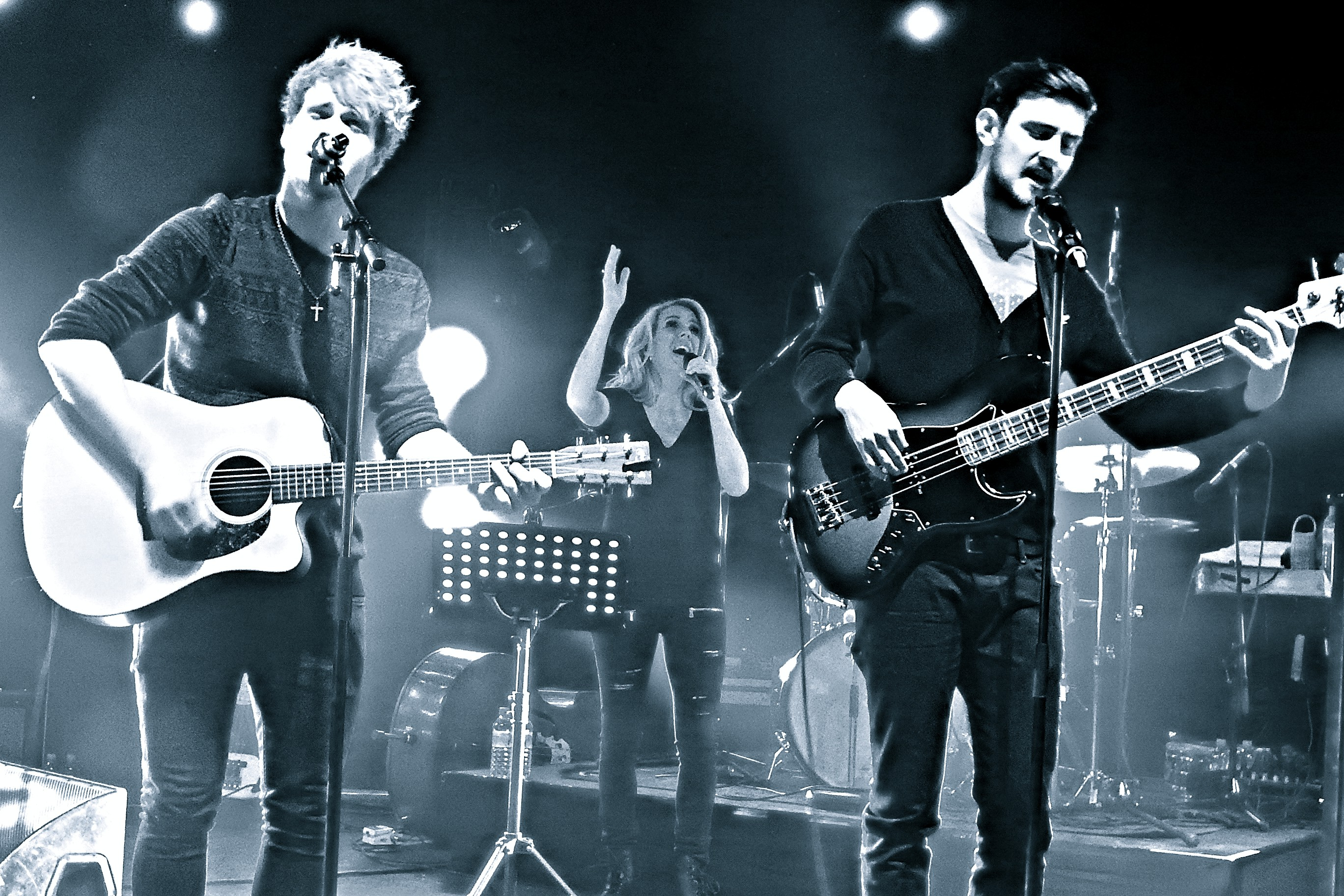
Kodaline (Ellie Goulding & Friends) 2014

Em dezembro de 2014, a banda anunciou seu segundo LP Coming Up for Air e lançou uma música chamada "Honest" no YouTube. Alguns dias depois, eles também publicaram a música "Unclear". Após seu lançamento em 9 de fevereiro de 2015, o álbum entrou na parada de álbuns do Reino Unido no número 4. "The One" e "Honest" alcançaram o Top 40 na parada de singles do Reino Unido. O vocalista Steve Garrigan apareceu no episódio 18 de The Midnight Hour.

### 2017 – 2019: Politics of Living
O single principal "Brother" foi lançado em 23 de junho de 2017. Garrigan apareceu novamente no The Midnight Hour ao lado de Eldeniro90, onde estreou novas músicas. O grupo também lançou um single, "Follow Your Fire'', em 23 de março de 2018, que foi um enorme sucesso na Romênia, alcançando o número 7 nas paradas. O álbum intitulado Politics of Living foi lançado em 28 de setembro de 2018.

### 2020 – presente: One Day at a Time
Em 10 de janeiro de 2020, a banda lançou "Wherever You Are" como o single principal de seu quarto álbum de estúdio. A canção atingiu o pico de número sessenta e seis no Irish Singles Chart. "Sometimes" foi lançado como o segundo single da banda de seu quarto álbum de estúdio em 6 de março de 2020. A canção alcançou a posição 94 no Irish Singles Chart. O álbum intitulado One Day at a Time foi lançado em 12 de junho de 2020. O álbum alcançou a posição número dois no Irish Albums Chart. Em novembro de 2020, a banda lançou o single "This Must Be Christmas".

## Discografia

### Álbuns de estúdio
| Título             | Detalhes                                                                                       | Posições do gráfico de pico | Posições do gráfico de pico | Posições do gráfico de pico | Posições do gráfico de pico | Posições do gráfico de pico | Posições do gráfico de pico | Posições do gráfico de pico | Posições do gráfico de pico | Vendas                                          | Certificações                                      |
| Título             | Detalhes                                                                                       | IRE                         | AUS                         | BEL                         | FRA                         | NL                          | NZ                          | SWI                         | UK                          | Vendas                                          | Certificações                                      |
| ------------------ | ---------------------------------------------------------------------------------------------- | --------------------------- | --------------------------- | --------------------------- | --------------------------- | --------------------------- | --------------------------- | --------------------------- | --------------------------- | ----------------------------------------------- | -------------------------------------------------- |
| In a Perfect World | - Lançamento: 17 de junho de 2013 - Gravadora: RCA/B-Unique - Formato: CD, download digital    | 1                           | 24                          | 44                          | 162                         | 8                           | —                           | 8                           | 3                           | - Reino Unido: 219.126 - Estados Unidos: 42.000 | - IRMA: 2× Platina - BPI: Platina - IFPI SWI: Ouro |
| Coming Up for Air  | - Lançamento: 9 de fevereiro de 2015 - Gravadora: RCA/B-Unique - Formato: CD, download digital | 1                           | 37                          | 44                          | —                           | 13                          | 23                          | 4                           | 4                           |                                                 | - BPI: Ouro                                        |
| Politics of Living | - Lançamento: 28 de setembro de 2018 - Gravadora: Sony - Formato: CD, download digital         | 1                           | —                           | 49                          | —                           | 86                          | —                           | 11                          | 15                          |                                                 |                                                    |
| One Day at a Time  | - Lançamento: 12 de junho de 2020 - Rótulo: AWAL, B-Unique - Formato: CD, download digital     | 2                           | —                           | —                           | —                           | —                           | —                           | 9                           | 33                          |                                                 |                                                    |

### Extended plays
| Título            | Detalhes                                                                                      | Posições do gráfico de pico |
| Título            | Detalhes                                                                                      | AUS                         |
| ----------------- | --------------------------------------------------------------------------------------------- | --------------------------- |
| The Kodaline - EP | - Lançamento: 7 de setembro de 2012 - Gravadora: RCA/B-Unique - Formato: CD, download digital | —                           |
| The High Hopes EP | - Lançamento: 17 de março de 2013 - Gravadora: RCA/B-Unique - Formato: CD, download digital   | 23                          |
| Love Like This    | - Lançamento: 2 de junho de 2013 - Gravadora: RCA/B-Unique - Formato: CD, download digital    | —                           |
| I Wouldn't Be     | - Lançamento: 13 de outubro de 2017 - Gravadora: RCA/B-Unique - Formato: CD, download digital | —                           |

### Singles
| Ano                                                                                    | Título                   | Posições do gráfico de pico | Posições do gráfico de pico | Posições do gráfico de pico | Posições do gráfico de pico | Posições do gráfico de pico | Posições do gráfico de pico | Posições do gráfico de pico | Posições do gráfico de pico | Certificações       | Álbum                          |
| Ano                                                                                    | Título                   | IRE                         | AUS                         | BEL                         | FRA                         | NL                          | SCO                         | SWI                         | UK                          | Certificações       | Álbum                          |
| -------------------------------------------------------------------------------------- | ------------------------ | --------------------------- | --------------------------- | --------------------------- | --------------------------- | --------------------------- | --------------------------- | --------------------------- | --------------------------- | ------------------- | ------------------------------ |
| 2013                                                                                   | "High Hopes"             | 1                           | 23                          | 128                         | —                           | 86                          | 13                          | 38                          | 16                          | - BPI: Ouro         | In a Perfect World             |
| 2013                                                                                   | "Love Like This"         | 8                           | —                           | 144                         | —                           | —                           | 19                          | —                           | 22                          | - BPI: Prata        | In a Perfect World             |
| 2013                                                                                   | "Brand New Day"          | 29                          | —                           | —                           | —                           | —                           | —                           | —                           | 75                          |                     | In a Perfect World             |
| 2013                                                                                   | "All I Want"             | 15                          | —                           | 57                          | 48                          | 26                          | —                           | —                           | 67                          | - BPI: Ouro         | In a Perfect World             |
| 2014                                                                                   | "One Day"                | 19                          | —                           | —                           | —                           | —                           | —                           | —                           | 136                         |                     | In a Perfect World             |
| 2014                                                                                   | "Honest"                 | 7                           | —                           | 56                          | —                           | —                           | 19                          | 61                          | 39                          |                     | Coming Up for Air              |
| 2015                                                                                   | "The One"                | 22                          | —                           | —                           | —                           | —                           | 11                          | —                           | 27                          | - BPI: Prata        | Coming Up for Air              |
| 2015                                                                                   | "Ready"                  | 64                          | —                           | —                           | —                           | —                           | —                           | —                           | 187                         |                     | Coming Up for Air              |
| 2017                                                                                   | "Brother"                | 36                          | —                           | —                           | —                           | —                           | 39                          | 18                          | —                           | - IFPI SWI: Platina | Politics of Living             |
| 2017                                                                                   | "Ready to Change"        | —                           | —                           | —                           | —                           | —                           | —                           | —                           | —                           |                     | I Wouldn't Be                  |
| 2018                                                                                   | "Follow Your Fire"       | 20                          | —                           | —                           | —                           | —                           | 64                          | 82                          | —                           |                     | Politics of Living             |
| 2018                                                                                   | "Shed a Tear"            | —                           | —                           | —                           | —                           | —                           | —                           | —                           | —                           |                     | Politics of Living             |
| 2018                                                                                   | "Worth It"               | —                           | —                           | —                           | —                           | —                           | —                           | —                           | —                           |                     | Politics of Living             |
| 2018                                                                                   | "Head Held High"         | 68                          | —                           | —                           | —                           | —                           | —                           | —                           | —                           |                     | Politics of Living             |
| 2020                                                                                   | "Wherever You Are"       | 66                          | —                           | —                           | —                           | —                           | 76                          | —                           | —                           |                     | One Day at a Time              |
| 2020                                                                                   | "Sometimes"              | 94                          | —                           | —                           | —                           | —                           | 76                          | —                           | —                           |                     | One Day at a Time              |
| 2020                                                                                   | "This Must Be Christmas" | —                           | —                           | —                           | —                           | —                           | —                           | —                           | —                           |                     | não adicionando à nenhum álbum |
| "—" denota canções que não entraram nas tabelas musicas ou não foram lançadas no país. |                          |                             |                             |                             |                             |                             |                             |                             |                             |                     |                                |

## Integrantes da banda

### Atuais
- Steve Garrigan - vocais, guitarras, teclados, gaita, bandolim (nascido em 23 de agosto de 1988) (2005-presente)
- Mark Prendergast - guitarras, teclados, vocais (nascido em 16 de janeiro de 1989) (2005-presente)
- Vincent May - bateria, percussão, vocais (nascido em 11 de fevereiro de 1990) (2005-presente)
- Jason Boland - baixo, vocais (nascido em 31 de agosto de 1987) (2012-presente)

### Anteriores
- Conor Linnane - baixo, vocal de apoio, teclados (2005-2011)

## Prêmios e indicações
| Ano  | Organização | Prêmio              | Resultado |
| ---- | ----------- | ------------------- | --------- |
| 2012 | MTV         | Brand New for 2013  | Indicado  |
| 2012 | BBC         | Sound of 2013       | Indicado  |
| 2014 | EBBA        | Public Choice Award | Venceu    |